# Callovosaurus
Genre
Espèce
Callovosaurus est un genre de dinosaure ornithischien du Jurassique retrouvé en Angleterre. L'espèce type, Callovosaurus leedsi, a été décrite sous le nom de Camptosaurus leedsi par Richard Lydekker en 1889. Le genre a été créé en 1980 par Peter Galton.
Le genre est basé sur l'holotype BMNH R1993.
Les restes ont été retrouvés dans la formation géologique d'Oxford Clay dans la région de Fletton, près de Peterborough. Un autre spécimen, SMC J.46889, retrouvé proche du site, pourrait également appartenir au Callovosaurus.
Pour certains, Callovosaurus a été considéré comme nomen dubium.

## Histoire
L'espèce type est nommée par Lydekker en 1889 sous le nom de Camptosaurus leedsi. Le nom spécifique a été donné en l'honneur de Alfred Nicholson Leeds.
En 1909, Charles W. Gilmore affirme que les restes semblent plus proches de ceux du Dryosaurus plutôt que du Camptosaurus.
Le genre n'attire que peu l'attention jusqu'à ce qu'il soit analysé à nouveau par Peter Galton en 1975. En 1980, il crée le genre Callovosaurus, classé chez les Camptosauridae.
Le genre est considéré douteux par certains chercheurs, qui le nomment toujours Camptosaurus leedsi,. Cependant, d'autres tels Jose Ignacio Ruiz-Omeñaca et al. appuient ce dernier, affirmant qu'il est le plus vieux membre connu des Iguanodontia.